# Ижма (приток Печоры)
И́жма (Изьва, коми И́зъва — 'каменистая вода') — река в Республике Коми (Россия), левый приток Печоры. Длина — 531 км, площадь водосборного бассейна — 31 000 км².

## Этимология
Высказано предположение о связи названия с вымершим языком, в котором ежма (и ижма) означали просто — «река, приток». Форма Изьва в коми языке возникла как результат переосмысления непонятного им слова Ижма и изменения по модели названия соседних рек Вуква, Колва и др. где коми ва — «река».

## География

Бассейн Печоры

Ижма берёт начало на юге Тиманского кряжа, течёт на северо-запад. В верховьях берега покрыты лесом, в нижнем течении по берегам больше лугов и болот. Русло извилистое, в верхнем и среднем течении в русле есть пороги и каменистые перекаты. Самый большой порог — Селем-Косьет (Сердечный) — находится ниже Сосногорска. Ниже деревни Лач (Лачак, в 1859 году Лачега (Лачевская, Лач), в 1920—1926 гг. Лач, в 1932 году Лача, в 1939 году д. Лачега 1-я и Лачега 2-я) находится длинный крутой порог Лачкось. От устья Ухты Ижма судоходна. В нижнем течении Ижма сильно расширяется, течение ослабевает, река начинает образовывать протоки, заводи и большие острова. Впадает в Печору возле села Усть-Ижма.
Крупнейшие притоки — Седъю, Ухта, Кедва (левые); Айюва, Сэбысь (правые).

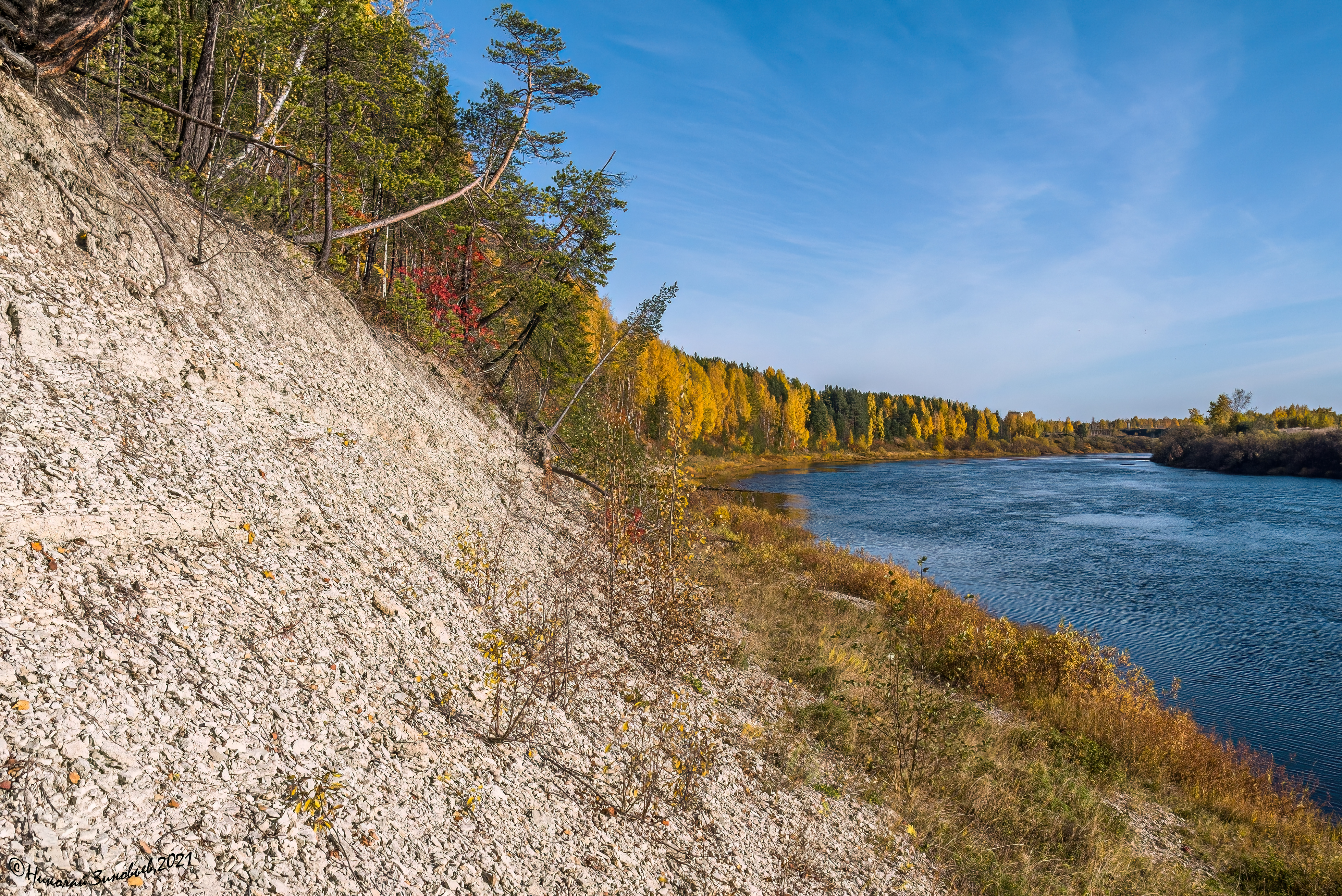
Река Ижма. Сосновский геологический памятник — протянувшийся на 600 метров выход коренных пород высотой до 10 метров и уходящий глубоко под землю — единственное в Республике Коми местонахождение сочлененных скелетов кистеперых и панцирных рыб. Сентябрь 2021

Вблизи устья Ижмы на городище Поганый Нос найдена серия предметов XI—XII веков: железный топор с широким симметричным лезвием, наконечник копья, наконечники стрел, кресало с бронзовой рукоятью, принадлежавших, предположительно, новгородским сборщикам дани.

## Населённые пункты
В верхнем течении протекает через посёлок Верхнеижемский, в среднем течении, в месте впадения в Ижму реки Ухты, расположен город Сосногорск, называвшийся до 1957 года Ижма. Город Ухта находится в 8 километрах от Сосногорска выше по реке Ухте. В устье притока Сюзью на левом берегу Ижмы находится деревня Аким.

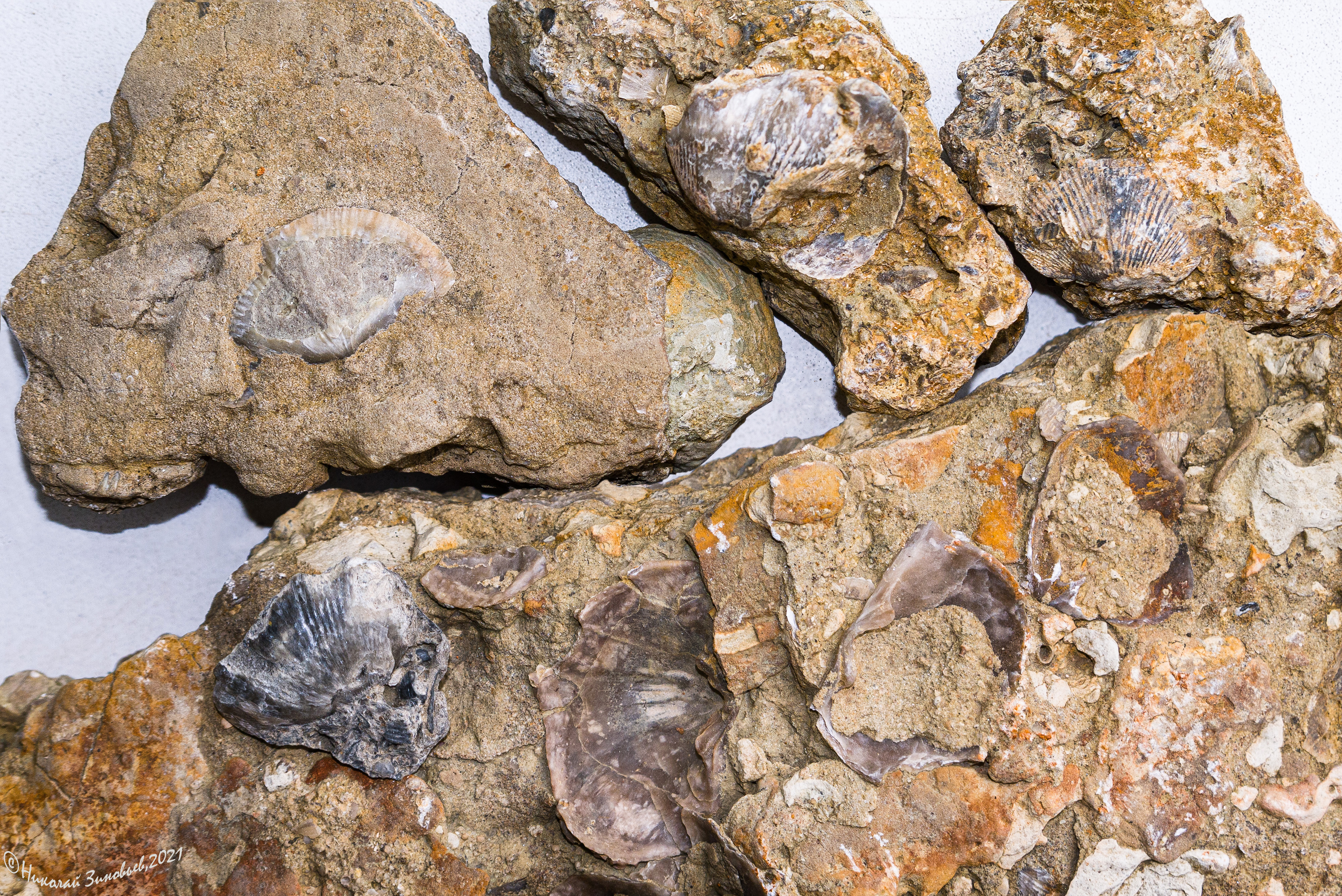
Окаменелости, найденные на берегу реки Ижма (Сосновский геологический памятник). Осень 2021

В «Вологодских губернских ведомостях» за 1881 году упомянуты починки Вологодской губернии в верховьях Ижмы: починок Чердын, деревня Роздино, починок Чулкидин, деревни Нямод, Лачега. В 1896 году в списке населённых пунктов Помоздинской волости Усть-Сысольского уезда появились починки Кушкодж и Одездин.

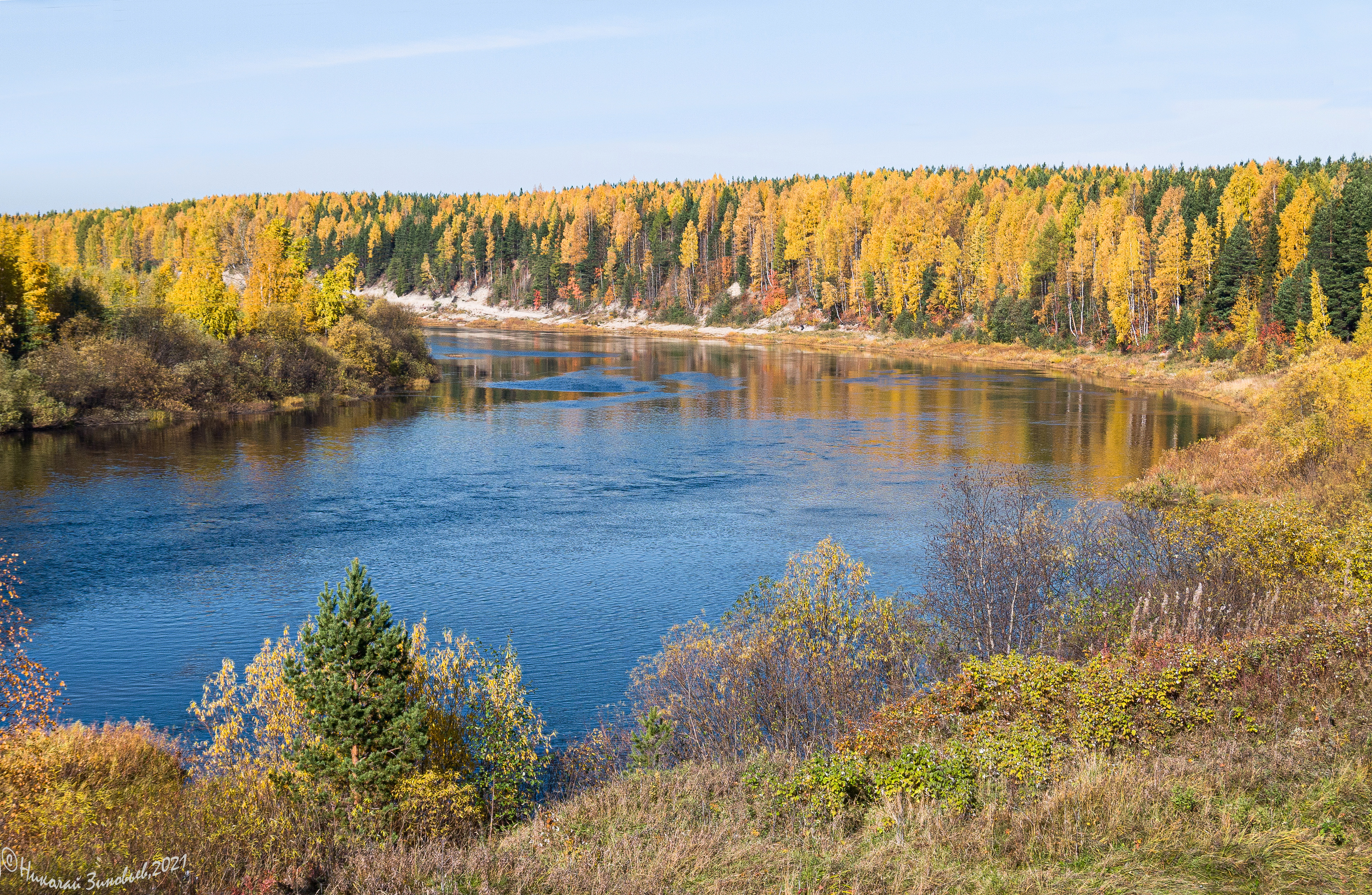
Ижма в районе Сосногорска. Сосновский геологический памятник. Сентябрь 2021

Близ посёлка Том в правобережье Ижмы находятся мезолитические стоянки Очью Катище и Вылыс Том 2.

## Данные водного реестра
По данным государственного водного реестра России относится к Двинско-Печорскому бассейновому округу, водохозяйственный участок реки — Печора от впадения реки Уса до водомерного поста Усть-Цильма, речной подбассейн реки — Печора ниже впадения Усы. Речной бассейн реки — Печора.
Код объекта в государственном водном реестре — 03050300112103000075588.

## Гидрология
Средний расход воды в 79 км от устья — 317 м³/с. Питание главным образом снеговое. Замерзает в середине ноября, вскрывается в середине мая.
| Средний расход воды (м³/с) реки Ижмы по месяцам с 1981 по 1991 гг. (замеры производились на гидрологическом посту в 79 км от устья) |